# Lacs Twin
Pour les articles homonymes, voir Twin Lakes.
Les lacs Twin (en anglais : Twin Lakes) sont des lacs américains dans le comté de Tuolumne, en Californie. Ils sont situés à 2 641 mètres d'altitude au sein de la Yosemite Wilderness, dans le parc national de Yosemite.